# Caillouet-Orgeville
Caillouet-Orgeville is een gemeente in het Franse departement Eure (regio Normandië) en telt 400 inwoners (2004). De plaats maakt deel uit van het arrondissement Évreux.

## Geografie
De oppervlakte van Caillouet-Orgeville bedraagt 7,8 km², de bevolkingsdichtheid is 51,3 inwoners per km².
De onderstaande kaart toont de ligging van Caillouet-Orgeville met de belangrijkste infrastructuur en aangrenzende gemeenten.

## Demografie
Onderstaande figuur toont het verloop van het inwonertal (bron: INSEE-tellingen).